# Верхньокам'яниста
Верхньокам'яни́ста — село в Україні, у Кам'янському районі Дніпропетровської області.
Входить до складу Лихівської селищної громади. Населення — 70 мешканців.

## Географія
Село Верхньокам'яниста розташоване за 4 км від правого берега річки Омельник, примикає до села Катеринівка, за 2,5 км від смт Лихівка. По селу протікає пересихаючий струмок з загатою. Поруч проходить автомобільна дорога Т 0423.

## Населення

### Мова
Розподіл населення за рідною мовою за даними перепису 2001 року:
| Мова       | Відсоток |
| ---------- | -------- |
| українська | 97,1 %   |
| російська  | 2,9 %    |

1. ↑  Рідні мови в об'єднаних територіальних громадах України — Український центр суспільних даних